# Грязнов, Василий Фёдорович
Васи́лий Фёдорович Грязно́в (6 [18] апреля 1803 — после 1862) — русский живописец, пейзажист, жанрист и портретист; выпускник портретного класса С. С. Щукина.

## Биография
Учился в Императорской Академии художеств с 1813 года; получил медали: две малые серебряные (1821, 1823), большую серебряную за рисунки с натуры и малую золотую за картину «Повар, играющий в шашки с дворником» (обе в 1824). Участвовал в выставках Академии художеств с картинами «Вид из окрестностей Стерлитамака в Оренбургской губернии» (в 1859) и «Вид из окрестностей Белебея в Оренбургской губернии» (в 1862). Написал семь икон на холсте для церкви Апостолов Петра и Павла при Петропавловской больнице в Санкт-Петербурге.